# Phorbia odaesana
Phorbia odaesana este o specie de muște din genul Phorbia, familia Anthomyiidae, descrisă de Masayoshi Suwa în anul 1983. Conform Catalogue of Life specia Phorbia odaesana nu are subspecii cunoscute.